# Skil Brum
El Skil Brum (en urdu: سکل برم) o Skilbrum es una montaña de 7410 m, localizada en la cordillera del Karakórum, en Gilgit-Baltistán, Pakistán. Tiene una prominencia de 1152 m.

## Ubicación
La montaña se encuentra entre la frontera de Pakistán y China. Forma el punto más alto del grupo Savoia. Está a unos 9 km al oeste-suroeste del K2, y se encuentra en el lado occidental del glaciar Godwin Austen, frente al Broad Peak. Otros picos cercanos al Skil Brum son el Savoia Peak, el Angel Peak, y el Praqpar.

## Historial de ascensiones
En 1957, los austriacos Marcus Schmuck y Fritz Wintersteller subieron por primera vez a la cumbre, en ese entonces sin nombre, en estilo alpino. Comenzaron el 18 de junio desde su campamento base en el Broad Peak, a 4950 m de altitud, acamparon a 6060 m y llegaron a la cumbre el día siguiente. Les tomó 53 horas para todo el ascenso desde el campamento base hasta la cumbre y viceversa, un tiempo considerablemente corto para una ascensión en el Himalaya, en aquel entonces.